# Skała (Pieniny)
Skała (839 m) – mało wybitny szczyt w Małych Pieninach. Wraz z położonym niżej szczytem Homole tworzy grzbiet oddzielający dolinę Koniowiec od Dubantowskiej Dolinki. Wierzchołkowa partia góry tworzy typowy dla Pienin stromy stożek porośnięty mocno przetrzebioną buczyną karpacką. Na południowych, wschodnich i północnych stokach znajduje się polana Kiczera. Jej dolna część do Niżnia Kiczera. Na górnej części polany znajduje się jedyny w całej okolicy dom. Na Kiczerze i na Polanie pod Wysoką prowadzony jest kulturowy wypas. Szczyt Homole odwadniany jest przez potok Koniowiec (po zachodniej stronie) i Kamionkę (po wschodniej stronie), obydwa są dopływami Grajcarka. Nie prowdzi przez niego żaden szlak turystyczny.
Skała znajduje się w miejscowości Jaworki w województwie małopolskim, w powiecie nowotarskim, w gminie miejsko-wiejskiej Szczawnica.

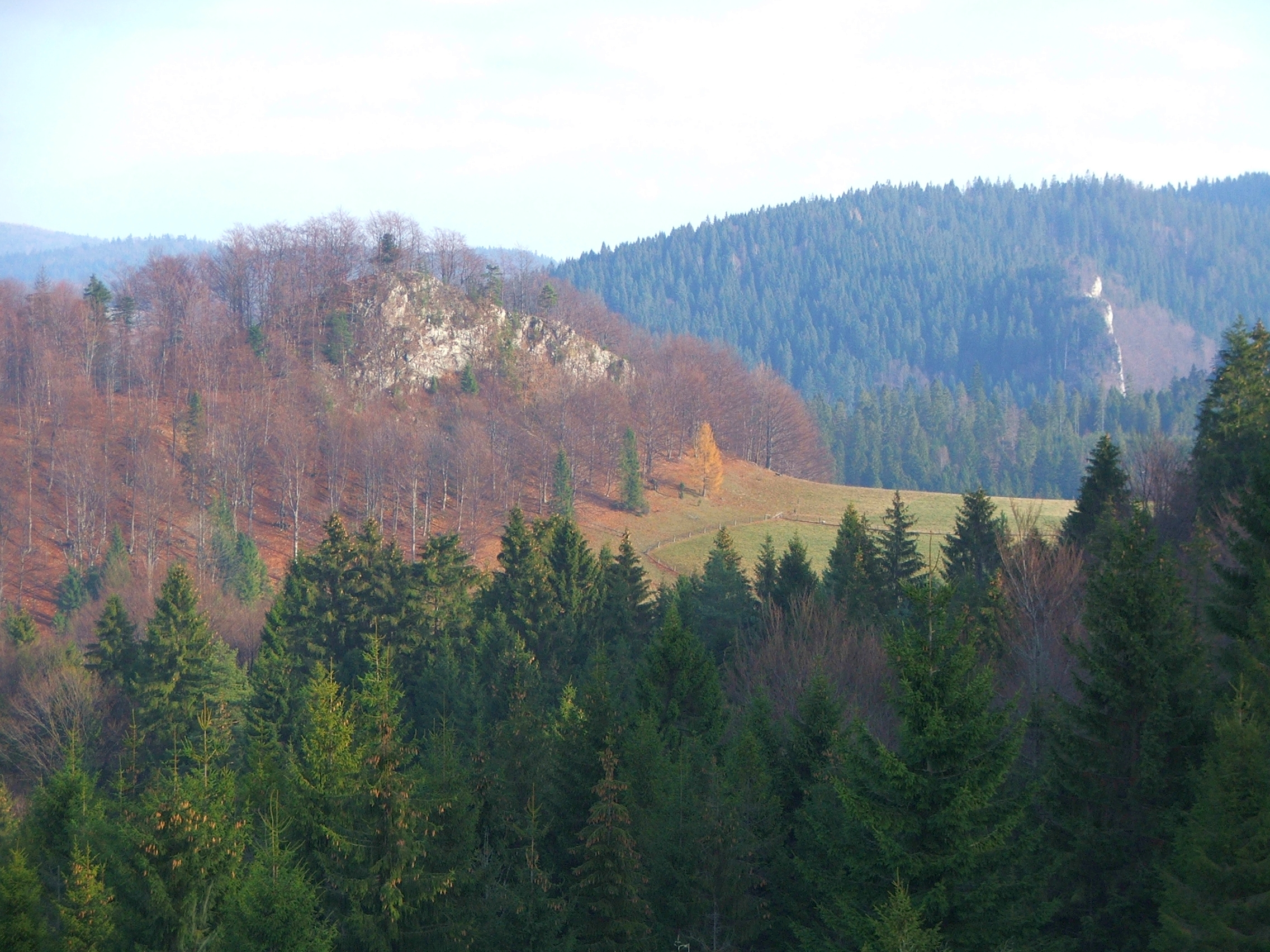
Homole i Skała od zachodu